# Mal-Phrai narodi
Mal-Phrai narodi, manja skupina jezično srodnih naroda iz Tajlanda i Laosa koja zajedno s narodima Khmu pripadaju široj jezičnoj skupini Mal-Khmu' i preko nje etnolingvističkoj porodici Mon-Khmer. Predstavljaju ih Mal iz Laosa (ukupno preko 26,000) iz distrikta Phiang u provinciji Xaignabouli i narodi iz Tajlanda: Lua' (preko 6.000) u provinciji Nan; Phai (46,000) iz distrikta Thung Chang u provinciji Nan; i Pray u distriktima Thung Chang i Pua (38.000; govore jezikom pray 3).